# Obrenovac (Pirot)
Pour les articles homonymes, voir Obrenovac (homonymie).
Obrenovac (en serbe cyrillique : Обреновац) est un village de Serbie situé dans la municipalité de Pirot, district de Pirot. Au recensement de 2011, il comptait 114 habitants.

## Démographie
| 1948 | 1953 | 1961 | 1971 | 1981 | 1991 | 2002 | 2011 |
| ---- | ---- | ---- | ---- | ---- | ---- | ---- | ---- |
| 259  | 230  | 205  | 193  | 171  | 140  | 143  | 114  |

|  |